# Den-den daiko
Il den-den daiko (でんでん太鼓?, dẽ̞ndẽ̞nda̠iko̞, lett. "tamburo denden") è uno strumento musicale della famiglia dei membranofoni a percussione indiretta e originario del Giappone.
Si tratta di un tamburo, solitamente fatto di carta, con un manico il cui suono è prodotto da due palline, campanelle o fagioli, e in quest'ultimo caso si parla di mame-daiko (in giapponese 豆太鼓?), attaccate con dei fili allo strumento. Il suo nome allude al suono che produce, per questo nella zona di Keisaka viene anche chiamato buri-buri daiko (in giapponese ぶりぶり太鼓?). 

## Storia

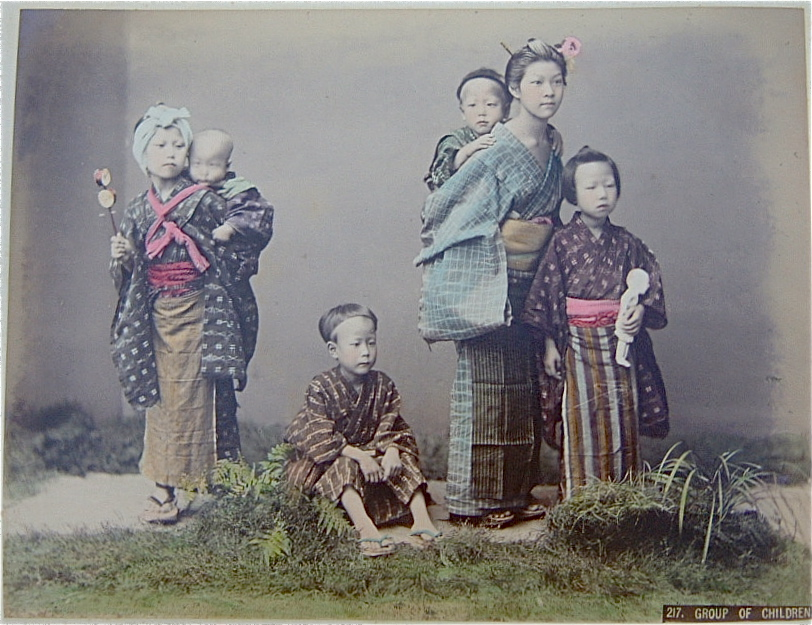
Una stampa all'albume colorata a mano e realizzata da Kusakabe Kimbei raffigurante una bambina con un den-den daiko in mano (a sinistra)

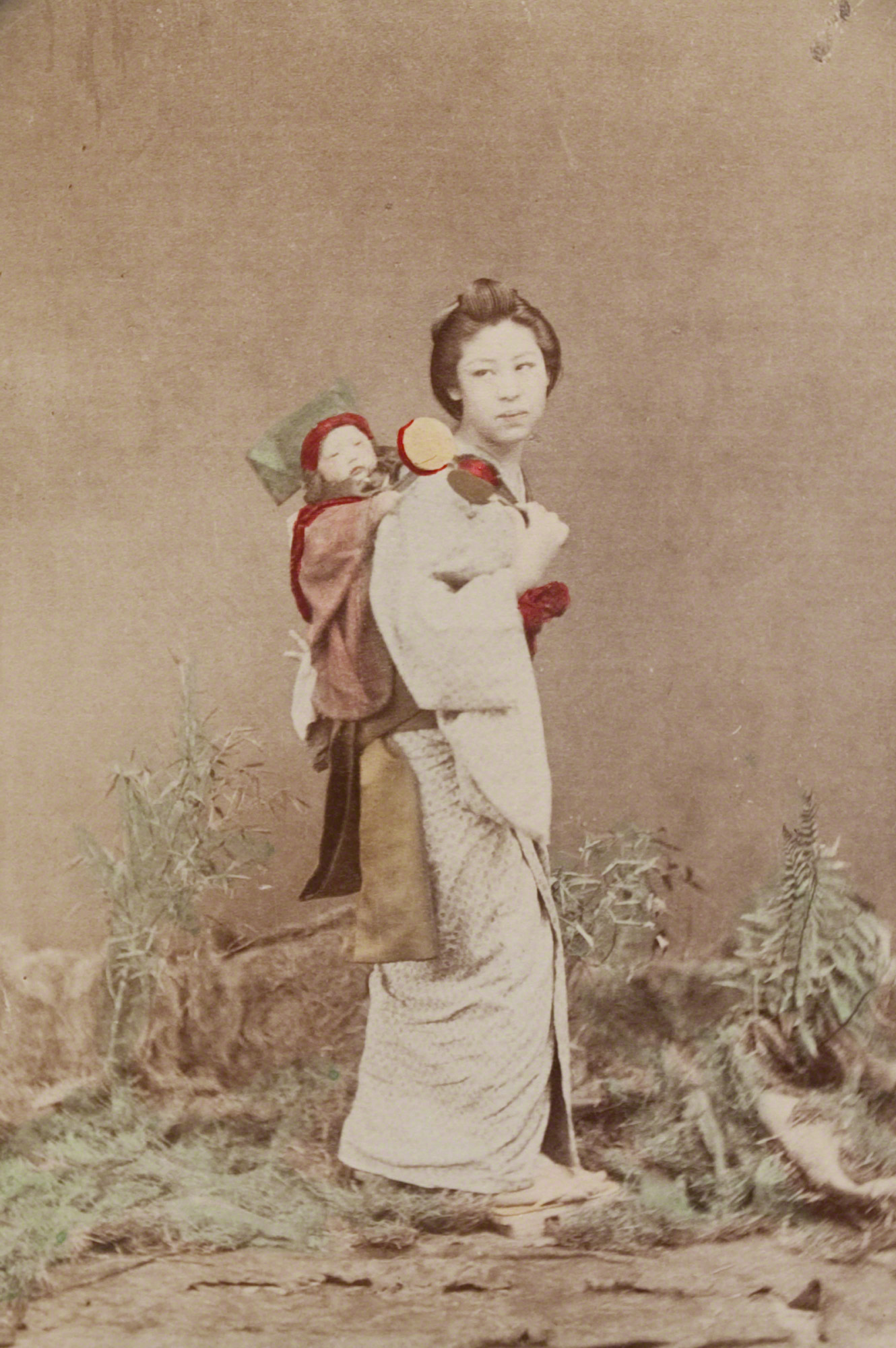
Una stampa all'albume colorata a mano degli anni 1890 circa, realizzata da Kusakabe Kimbei e conservata al Museo delle arti fotografiche di San Diego

Si tratta di un piccolo giocattolo che ricorda i furi tsuzumi introdotti dalla Cina durante il periodo Nara e utilizzati per suonare la musica Gagaku e la danza Bugaku durante le processioni shintoiste.
Fu utilizzato tra l'aristocrazia durante il periodo Heian, ma raggiunse la popolarità durante il periodo Edo come giocattolo per calmare i neonati, venendo usato anche nelle ninne nanne tradizionali. Fino al periodo Taishō veniva regalato ai bambini un inu-hariko con un den-den daiko sul dorso per celebrare il Miyamairi.
Essi rimangono ancora in vari luoghi come giocattoli locali. I principali sono i mame-daiko di Utsunomiya nella prefettura di Tochigi, associati a un buon raccolto e ai Kanai Anzen, i furidaiko del tempio Jimoku-ji nella città di Ama e quelli di Inuyama nella prefettura di Aichi e di Tomo nella prefettura di Hiroshima, i batabata di Amagi nella prefettura di Fukuoka, che servono per allontanare il vaiolo nei bambini, e i ponpachi di Kokubu nella prefettura di Kagoshima, associati alla buona fortuna,  e utilizzati come amuleto contro gli spiriti maligni. Quest'ultimi due nomi provengono entrambi dal suono che i fagioli producono quando colpiscono la superficie del tamburo.

## Nella cultura di massa
- Nel film Karate Kid II - La storia continua... un den-den daiko è il segreto della "tecnica del tamburo" che Miyagi insegna a Daniel
- Nel videogioco WarioWare: Twisted! lo strumento musicale è uno dei souvenir presenti nel gioco
- Nel gioco di carte collezionabili Yu-Gi-Oh! vi è una carta nota come "Velociroid Den-Den Daiko Duke"